# محمد بن عمر المسيلي
محمد بن عمر المسيلي (بالفرنسية: Saidi Mohamed bin Saidi Omar)‏ آخر سلاطين جزيرة هنزوان بوجه خاص وآخر سلاطين جزر القمر بوجه عام. وفي مدة حكمه نقصت شخصية السلطان ولم يبق سوى الشكل وبقيمة ضعيفة لا نفوذ لها حيث قامت الحكومة الفرنسية بالسيطرة على جميع الجزر القمرية.

## نسبه
محمد بن عمر بن حسن بن عبد الله الأول بن محمد بن عبد الله بن علوي بن عبد الله بن علوي بن أبي بكر بن علي بن أحمد بن عبد الله المسيلي بن محمد بن علوي الشيبة بن عبد الله بن علي بن عبد الله باعلوي بن علوي الغيور بن الفقيه المقدم محمد بن علي بن محمد صاحب مرباط بن علي خالع قسم بن علوي بن محمد بن علوي بن عبيد الله بن أحمد المهاجر بن عيسى بن محمد النقيب بن علي العريضي بن جعفر الصادق بن محمد الباقر بن علي زين العابدين بن الحسين السبط بن علي بن أبي طالب، وعلي زوج فاطمة بنت محمد ﷺ.
فهو الحفيد 35 لرسول الله محمد ﷺ في سلسلة نسبه.

## حياته السياسية
بعد وفاة والده السلطان عمر بن حسن المسيلي خلفه مباشرة وذلك في تاريخ 15 مايو 1892. وهذا الاختيار أتى من الحكومة الفرنسية لأخلاقه الحميدة. ومن علامات السلطنة في مدة حكمه العلم الهنزواني وعسكر يقوم بمراقبة القصر الملكي. وكان الوحيد الذي يعطي "وسام نجمة هنزوان [الإنجليزية]" لمن يستحق.
ومنذ عام 1897 كان قاضي القضاة الأمير جعفر بن عبد الله المسيلي ولكنه استقال من وظيفته في عام 1909، فعين السلطان محمد في عام 1911 أحمد بن علي بن سالم الثاني الشيرازي في وظيفة قاضي القضاة. والجدير بالذكر أن قاضي القضاة كان المساعد الهام للإدارة الحكومية في جزيرة هنزوان.
وفي عام 1909 سلَّم السلطان محمد السلطة المحلية للفرنسيين، ثم أصبحت جزيرة هنزوان مستعمرة فرنسية بشكل رسمي في عام 1912، ووقعت لاحقا تحت حكم مدغشقر الفرنسية [الإنجليزية] عام 1914.

## ذريته
تزوج من ثلاث نساء وأنجب معهن أولاده: عائشة، وفاطمة، وطاعة، ورحمة، وجعفر. وابنه جعفر هذا هو والد محمد بن جعفر المسيلي ثاني رؤساء جزر القمر بعد الاستقلال عن فرنسا.

### استشهادات
1. ↑  بلفقيه، علوي بن محمد (1994). من أعقاب البضعة المحمدية الطاهرة. تريم، اليمن: دار المهاجر. ج. الثاني. ص. 582.
2. ↑  "Order of the Star of Anjouan". World Awards. مؤرشف من الأصل في 2023-04-29.
3. ↑  "All About Comoros". Africa.com. مؤرشف من الأصل في 2023-04-29.

## روابط خارجية
- Prince Said Mohammed ibn Prince Said Omar ibn Hassan ibn Sultan Abdallah 1er AL MASELA BAALAWI avec son frère Sultan Said Ali ibn Prince Said Omar et la suite de ce dernier - Musée Mutsamudu.